# Ministerul Afacerilor Externe (Austria)

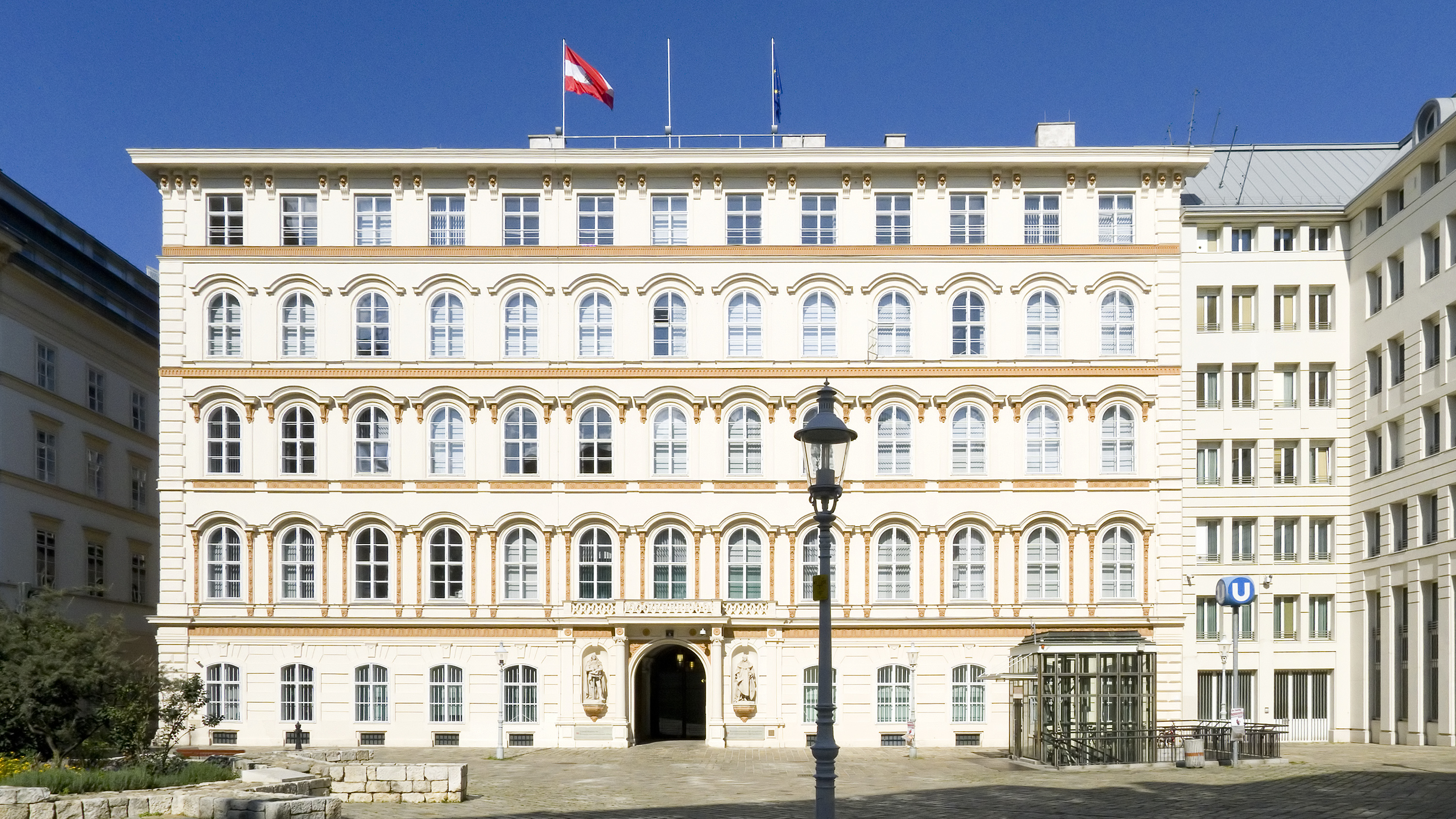
Ministerul de externe austriac în Minoritenplatz 8

Ministerul Federal pentru Europa, Integrare și Externe (în germană Bundesministerium für Europa, Integration und Äußeres, prescurtat BMEIA) este, începând cu 1 martie 2014, denumirea oficială a ministerului de externe austriac. 